# Distrito electoral de Mill Creek (Illinois)
Mill Creek (en inglés: Mill Creek Precinct) es un distrito electoral ubicado en el condado de Union en el estado estadounidense de Illinois. En el Censo de 2010 tenía una población de 310 habitantes y una densidad poblacional de 7,08 personas por km².

## Geografía
Mill Creek se encuentra ubicado en las coordenadas 37°21′46″N 89°16′7″O / 37.36278, -89.26861. Según la Oficina del Censo de los Estados Unidos, Mill Creek tiene una superficie total de 43.8 km², de la cual 43.53 km² corresponden a tierra firme y (0.61%) 0.27 km² es agua.

## Demografía
Según el censo de 2010, había 310 personas residiendo en Mill Creek. La densidad de población era de 7,08 hab./km². De los 310 habitantes, Mill Creek estaba compuesto por el 92.9% blancos, el 0% eran afroamericanos, el 0% eran amerindios, el 0.65% eran asiáticos, el 0% eran isleños del Pacífico, el 1.61% eran de otras razas y el 4.84% pertenecían a dos o más razas. Del total de la población el 3.55% eran hispanos o latinos de cualquier raza.